# 曾远良
丹尼尔·曾（1957年6月25日—），本名曾远良，印度尼西亞國民軍华裔退役少将，军医。

## 生平
曾远良于1957年6月25日出生在印度尼西亚邦加-勿里洞省双溪利亚。他父亲是一位锡业公司的小员工。1984年自克里達瓦迦納基督教大學医科毕业后，于同年通过义务兵役参军。一年后，他从警察士官预备学校毕业，在乌达雅纳第九军区司令部任职。后来，他参与军事行动，在东帝汶服役六年。离开东帝汶后他曾经在陆军战略预备役指挥部、西里旺宜第三军区指挥部工作，直到后来在陆军卫生局工作。他于2015年5月退休。2014年11月至2015年4月24日，担任印度尼西亚国民军卫生中心主任。2015年5月16日被任命为国际军事医学委员会主席。